# Махмуд-шах Бахмані
Шихаб уд-Дін Махмуд-шах (урду محمد شاہ بہمنی دوئم; бл.1470 — 27 грудня 1518) — султан держави Бахмані у 1482—1518 роках. Відомий також як Махмуд-шах II з врахуванням Махмуд-хана, що ніколи не панував, але був батьком декількох султанів. Його тривале відоме розпадом султанату та створенням незалежних султанатів в Деккані.

## Життєпис
Син Мухаммад-шаха III. Народився близько 1470 року. За молоду виявив затримку в розумовому розвитку. Спадкував трон 1482 року, але через молодий вік регентом стали мати, нізам-уль-мульк Малік Гасан Бахрі. Останній отримав посаду маліка наїба (регента).
Його раннє правління характеризувалося конфліктом між зростаючою силою мігрантів з Кавказу на чолі із Юсуфом Саві, тарафом (намісником) Біджапура, і традиційною деканської знаттю на чолі з Маліком Наїбом. До цього додалося те, що Юсуф був прихильником Махмуда Гавана, якого раніше було страчено внаслідок інтриг Маліка Гасана Бахрі. 1486 року останній загинув внаслідок замаху вбивці, відправленого султаном. Махмуд-шах намагався спиратися на допомогу вояків-хабшитів (африканців) на чолі із Фатхуллахом Імад-уль-Мульком.
Невдовзі Фатхуллаха було призначено тарафом Берару, внаслідок чого «партія хабшитів» втратила вплив при дворі. Слабка позиція Шихаб уд-Дін Махмуд-шаха призвела до зростання невдоволення серед декканської знаті, а згодом посилило вплив тарафів  на місцях. Деякі з останніх, як-от Фатхуллах Імад-уль-Мульк, прийняли титули маліків. Інші підняли відкрите повстання. Касім Барід очолив одне з перших повстань та розгромив армію, надіслану султаном, щоб приборкати його. Малік Ахмад, син Маліка Гасана Бахрі який перебував у Джуннарі, прийняв титул свого покійного батька — нізам аль-мульк, і без дозволу султана завоював форти у Махараштрі, весь Конкан і територію верхнього Ґодаварі. Потім він відправився в Бідар, де Махмуд-шах прийняв його і підтвердив йому володіння усім захопленим.
Спроба данаків вбити султана 8 листопада 1487 року призвела до винищення останніх Касімом Барідом, що врятував султана. Касіма Баріда було підвищено до посади барід-уль-мумаліка, якому султан фактично передав владу. Махмуд-шах поринув урозваги, незвертаючи ні нащо уваги. Його витрати були настільки високими, що він наказав витягти коштовності з бірюзового трону та використати їх для оплати.
28 травня 1490 року Малік Ахмад підняв повстання та розгромив султанську армію під орудою Джахангір Ханбілта. Невдовзі він оголосив себе султаном Ахмаднагару. Йому наслідували Юсуф Саві, що прийняв титул султана Біджапуру, Фатхуллах Імад-уль-мулк — султана Берару. 1492 року Касім Барід повстав, змусивши султана призначити себе вакілем. 1495 року Кулі Кутб-аль-Мулька фактично став незалежним правителем Голконди. Цим скористалися Віджаянагарська імперія, що атакувала рештки Бахманідського султанату та Гуджаратський султанат, що захопив все західне узбережжя між Гоа і Дабулом і більшу частину південної Махараштри. Касім Барід намагався приборкати Малік Ахмада й Кулі Кутб-аль-Мулька та повернути втрачене узбережжя, втім марно. У 1496 році Хабші Дастур Динар, який правив Гульбаргою, Аландом і Гангаваті, став незалежним. Але наступного року його здолав Малік Ахмад. У серпні 1497 року столиця султанату — Бідар — було взято в облогу військами Кулі Кутб-аль-Мулька й Малік Ахмада, втім місто вистояло.
1504 року після Касім Баріда  його посади успадкував син Амір Барід. Махмуд-шах фактично перестав правити, влаштовуючи бенкети та полювання. 1509 року війська Віджаянагару зайняли всі володіння Бахмані на узбережжі Бенгальської затоки.
1514 року втік до берарського султана Імад-шаха, якого попрохав по допомогу проти Аміра Баріда. Але перед початком битви біля Гульбарги Махмуд-шаха перебіг на бік Амір Баріда, внаслідок чого Імад-шах з великими труднощами відступив. За цим бахманідський султан вдався до розпусти і пияцтва, померши 1518 року. Трон спадкував його син Ахмад-шах IV.